# Ireneusz Irediński

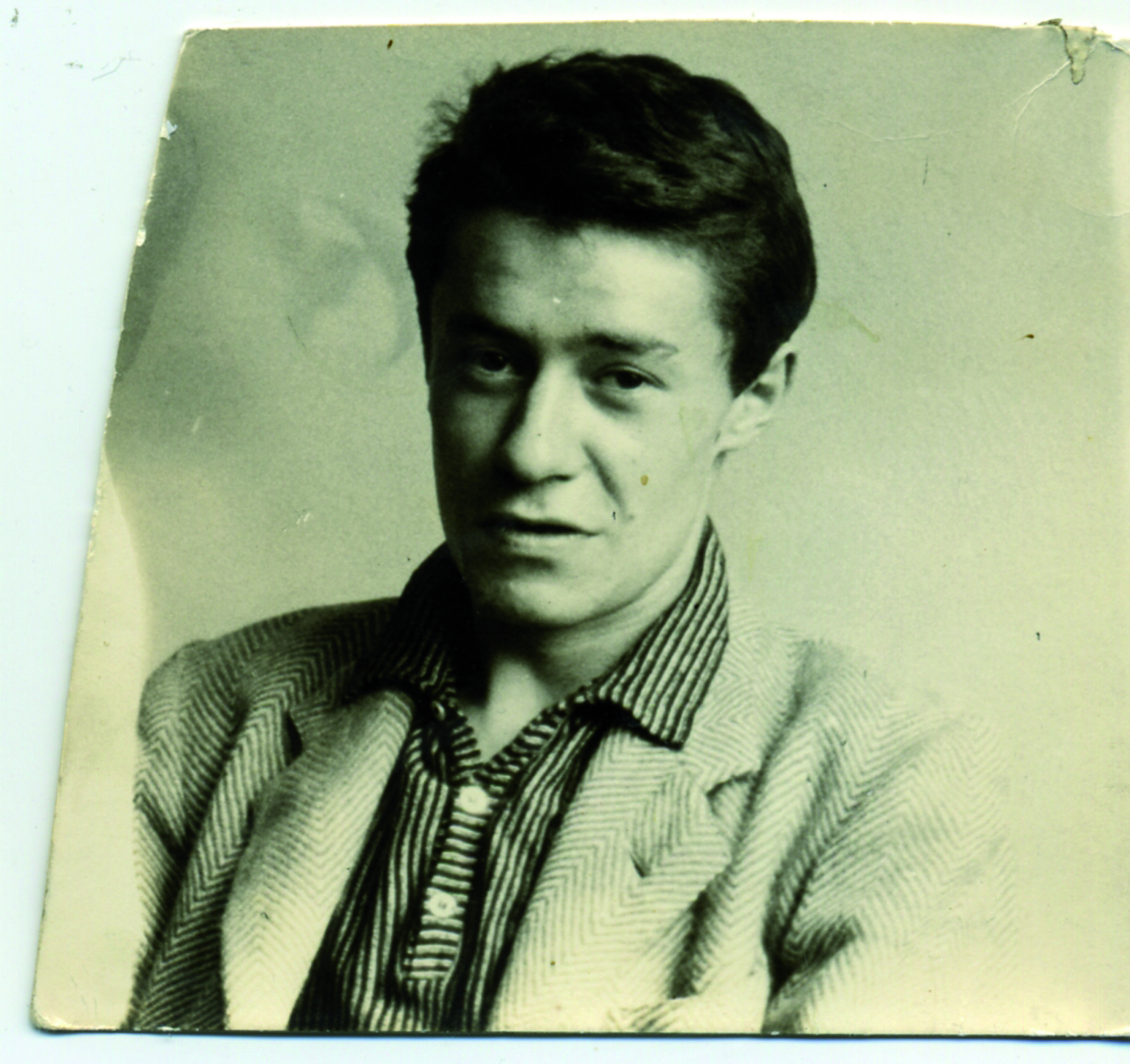
Porträt aus den 1980er Jahren

Ireneusz Irediński (* 1939 in Stanisławów, Zweite Polnische Republik; † 1985 in Warschau, Volksrepublik Polen) war ein polnischer Dichter, Prosaist, Dramaturg, Liedermacher, Drehbuch- und Hörspielautor der Zeit der Volksrepublik Polen.

## Leben
Irediński wurde in Stanisławów (heute Ivano-Frankivsk in der Ukraine) geboren. Seine Mutter – seit 1943 verschollen – wurde wahrscheinlich Opfer des Holocaust. Sein Vater befand sich bei Kriegsende im Ausland und kehrte 1948 nach Polen zurück. Da seine Geburtsstadt nach dem Krieg an die UdSSR fiel, musste seine Familie in die Volksrepublik fliehen und siedelte nach Bochnia über. 1953 ging er nach Krakau. Sein literarisches Debüt feierte er 1955 in der Zeitschrift Dziennik Polski. Kurz darauf trat er dem Verband der Polnischen Literaten bei und ging 1958 nach Warschau. 1960 wurde sein erstes Drama vom Küstentheater in Danzig aufgeführt. Als er auch in dem Pariser Magazin Kultura publizierte, erregte dies das Aufsehen des Sicherheitsdienstes. Zudem lösten seine Werke die Kritik des Parteichefs Władysław Gomułka aus. 1965 wurden Irediński und Edward Żebrowski, sein Regisseur, wegen sexueller Nötigung verurteilt. Er verbrachte drei Jahre in Haft. Auch nach der Haft publizierte Irediński weiter in Polen und im Ausland. Er wurde auf dem Powązki-Friedhof beigesetzt.